# Italie aux Jeux olympiques d'hiver de 1972
Cet article contient des informations sur la participation et les résultats de l'Italie aux Jeux olympiques d'hiver de 1972 à Sapporo au Japon.
L'Italie participait à des Jeux d'hiver pour la onzième fois.
Avec cinq médailles (deux d'or, deux d'argent et une de bronze), les athlètes italiens se sont classés à la huitième place du classement des nations.

## Liste des médaillés italiens

### Médailles d'or
| Sport              | Discipline       | Sportifs      | Performance   |
| Médailles d'or : 2 |                  |               |               |
| Ski alpin          | Slalom géant (H) | Gustavo Thöni | 3 min 09 s 62 |
| Ski alpin          | Combiné (H)      | Gustavo Thöni | 21,12 pts     |

### Médailles d'argent
| Sport                  | Discipline       | Sportifs                                                              | Performance   |
| Médailles d'argent : 2 |                  |                                                                       |               |
| Bobsleigh              | Bob à quatre (H) | Nevio De Zordo Adriano Frassinelli Corrado Dal Fabbro Gianni Bonichon | 4 min 43 s 83 |
| Ski alpin              | Slalom (H)       | Gustavo Thöni                                                         | 1 min 50 s 28 |

### Médailles de bronze
| Sport                   | Discipline | Sportifs      | Performance   |
| Médailles de bronze : 1 |            |               |               |
| Ski alpin               | Slalom (H) | Rolando Thöni | 1 min 50 s 30 |

## Sources
- (en) Cet article est partiellement ou en totalité issu de l’article de Wikipédia en anglais intitulé « Italy at the 1972 Winter Olympics » (voir la liste des auteurs).